# Eleanor Hunt
Eleanor Hunt (Nueva York, 10 de enero de 1910 – Queens, de Nueva York, 12 de junio de 1981) fue una actriz cinematográfica estadounidense. 

## Resumen biográfico
Uno de sus papeles más conocidos fue el que hizo junto a John Wayne en el film de 1934 Blue Steel. 
Estuvo casada con el actor Rex Lease y con George Hirliman, con quien adoptó a Georgelle Hirliman.

## Filmografía seleccionada
- Whoopee! (1930)
- Blue Steel (1934)